# Личинкоедовые
Личинкоедовые (лат. Campephagidae) — семейство мелких либо среднего размера певчих птиц, обитающих главным образом в субтропических и тропических областях Африки, Азии и Австралии. Насчитывается 109 видов личинкоедовых, разбитых на 11 родов. До недавнего времени к семейству часто причисляли род лесных личинкоедов (Tephrodornis), но вероятно он ближе к ванговым (Vangidae) либо к семейству Malaconotidae. Ещё один монотипический род Черногрудые личинкоеды (Chlamydochaera) в настоящее время отнесён к семейству дроздовых (Turdidae). Некоторым птицам из этого семейства угрожает опасность вымирания, среди них Coracina newtoni.

## Общая характеристика

### Описание
Мелкие либо среднего размера птицы длиной 13-35 см и весом от 6 до 180 г. Клюв широкий в основании, слегка изогнут вниз, с зубцами, хорошо приспособлен для ловли насекомых в воздухе. У основания клюва имеются ротовые щетинки. Крылья длинные, сужающиеся на конце. Перья спины и надхвостья, как правило, имеют жёсткий, уплощённый стержень и мягкое и тонкое окончание, что позволяет птицам поднимать их дыбом в случае приближения опасности. Хвост тоже достаточно длинный, закруглённый либо ступенчатый.
Окраска оперения сильно различается у разных групп: от невзрачного серого, или серого с белым, как у большинства сорокопутовых личинкоедов (Coracina), до чёрно-белого у Lalage и ярко разукрашенного, красно- или жёлто-чёрного, как у длиннохвостых личинкоедов (Pericrocotus). Как правило, оперение самок личинкоедовых по сравнению с самцами более спокойных тонов.

### Распространение
Распространены в основном, в тропическом и субтропическом поясе Африки, Южной и Юго-Восточной Азии, Океании и Австралии. Один вид — серый личинкоед (Pteropodocys divaricatus) — встречается в Японии и в России (на юге Приморского края и в Приамурье). Род Campephaga встречается только в Африке, ареалы почти всех видов Pericrocotus ограничены странами Южной и Юго-Восточной Азии, представители рода Lalage обитают большей частью в Австралии и Океании.
Большинство личинкоедовых ведёт оседлый образ жизни и привязано к определённой территории. Однако, некоторые виды, особенно обитающие в Африке и Австралии, кочуют на небольшие расстояния. Три вида из Центральной и Восточной Азии являются перелётными: например, Pericrocotus divaricatus зимует на Филиппинах.

### Местообитания
В подавляющем большинстве случаев живут на деревьях, часто в верхнем ярусе леса. Часть видов встречается на опушках, в садах и парках или в мангровых зарослях. Некоторые населяют саванну или заросли кустарников.

### Питание
Питаются в основном насекомыми и другими членистоногими, в том числе и гусеницами (отсюда название). Добычу находят, как правило, обследуя листья деревьев и кустарников, иногда также стволы или крупные ветки. Многие виды ловят насекомых и в воздухе, в редких случаях — на земле. Также употребляют в пищу семена и плоды растений: например, Lalage leucomela и Coracina lineata любят инжир.

### Размножение
Размножение многих видов личинкоедовых изучено плохо. Известно, что большая часть видов моногамна и гнездится поодиночке, не образуя колоний. Виды, размножение которых описано в литературе, выводят потомство во время сезона дождей или сразу после него.
В постройке гнезда участвуют оба родителя. Оно обычно расположено высоко на дереве, в развилке ветвей или на горизонтальной ветке, и представляет собой маленькое и неглубокое чашевидное сооружение из сухих веточек деревьев, коры, мха, лишайника, травы и, иногда, паутины. Кладка состоит из 1-5 (чаще всего 2-3) яиц. Насиживание продолжается, в зависимости от вида, от 14 до 25 дней; у большинства видов этим занимается одна самка. Птенцы остаются в гнезде от 13 до 24 дней, ухаживают за ними оба родителя.

## Классификация
Согласно современной классификации, в семейство включают 11 родов со 109 видами:
- Pericrocotus Boie, 1826 — Длиннохвостые личинкоеды — 15 видов
- Ceblepyris Cuvier, 1816 (в этот род были выделены африканские виды Coracina) — 5 видов
- Coracina Vieillot, 1816 — Сорокопутовые личинкоеды — 28 видов
- Campephaga Vieillot, 1816 — Африканские личинкоеды — 4 видв
- Lobotos Reichenbach, 1850 — 2 вида
- Campochaera Sharpe, 1878 — Оранжевые личинкоеды — 1 вид
- Malindangia Mearns, 1907 — 1 вид
- Edolisoma Pucheran, 1853 (представители этого рода ранее относились к Coracina) — 31 вид
- Celebesica Strand, 1928 (ранее в составе Coracina) — 1 вид
- Cyanograucalus Hartlaub, 1861 (ранее в составе Coracina) — 1 вид
- Lalage Boie, 1826 — Личинкоеды-свистуны — 20 видов